# كولن مورغان
كولن مورغان (بالإنجليزية: Colin Morgan)‏ (و. 1986 – م) هو ممثل، من المملكة المتحدة.

## التعليم
تعلم في المعهد الملكي في اسكتلندا.

## وصلات خارجية
- كولن مورغان على موقع IMDb (الإنجليزية)
- كولن مورغان على موقع ميتاكريتيك (الإنجليزية)
- كولن مورغان على موقع روتن توميتوز (الإنجليزية)
- كولن مورغان على موقع ألو سيني (الفرنسية)
- كولن مورغان على موقع ميوزك برينز (الإنجليزية)
- كولن مورغان على موقع أول موفي (الإنجليزية)
- كولن مورغان على موقع إن إن دي بي (الإنجليزية)
- كولن مورغان على موقع ديسكوغز (الإنجليزية)
- كولن مورغان على موقع قاعدة بيانات الفيلم (الإنجليزية)
- كولن مورغان على موقع كينوبويسك (الروسية)